# Hongshiite
L'hongshiite è un minerale descritto nel 1974 in base ad una scoperta avvenuta nel villaggio di Hongshi nella Fengning Manchu Autonomous County facente parte della provincia di Hebei in Cina.
La definizione di questo minerale è stata piuttosto complicata, fu descritto per la prima volta nel 1974 con la composizione PtCuAs che però si è dimostrata sbagliata in quanto nel campione analizzato era stata inclusa della sperrylite.
L'hongshiite non è solubile né in acido cloridrico né in acido nitrico.

## Morfologia
L'hongshiite si presenta sotto forma di masse granulari, aggregati dendritici e, raramente, in croste ossidate.

## Origine e giacitura
L'hongshiite è stata scoperta nella diopsidite actinolitizzata ricca di apatite.
Il minerale si presenta associato con actinolite, bornite, cooperite, diopside, epidoto, magnetite, polydymite, sperrylite, vysotskite, fengluanite e guanglinite. L'hongshiite spesso sostituisce la cooperite e viene sostituito dalla fengluanite.